# Tinia

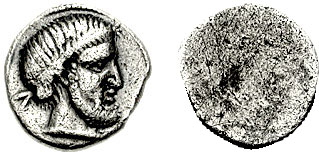
Tinia

Tinia of Tin is een figuur uit de Etruskische mythologie. Hij is de god van de lucht, bliksem en donder. Tinia leeft ver in de noordelijke hemelen waar hij heilige grenzen overziet. Hij is gehuwd met Thalna of Uni.
Op fresco's wordt hij afgebeeld als zittend op een troon met een gouden staf. Hij is een van de triade of drie-eenheid samen met Uni en Menrva. Zijn naam komt voor op de bronzen lever van Piacenza. De bekende chimaera van Arezzo is volgens de inscriptie op diens rechtervoorpoot aan Tin gewijd. Tin(ia) wordt geassocieerd met Jupiter en Zeus. De vroege Romeinen gebruikten de naam Tinia-Jupiter nog.
Aplu · 
Artume · 
Calu · 
Charun · 
Fufluns · 
Hercle · 
Laran · 
Lasa · 
Mean · 
Menrva · 
Nethuns · 
Phersipnei · 
Satre · 
Sethlans · 
Thalna · 
Tinia · 
Turms · 
Uni ·
Vanth